# Hermanas del Buen Samaritano
La Congregación de las Hermanas del Buen Samaritano de la Orden de San Benito (oficialmente en inglés: Sisters of the Good Samaritan of the Order of St. Benedict) es una congregación religiosa católica femenina de vida apostólica y de derecho pontificio, fundada por el obispo de Sídney, el benedictino John Bede Polding, el 2 de febrero de 1857. A las religiosas de este instituto se les conoce como hermanas del Buen Samaritano y posponen a sus nombres las siglas S.G.S.

## Historia

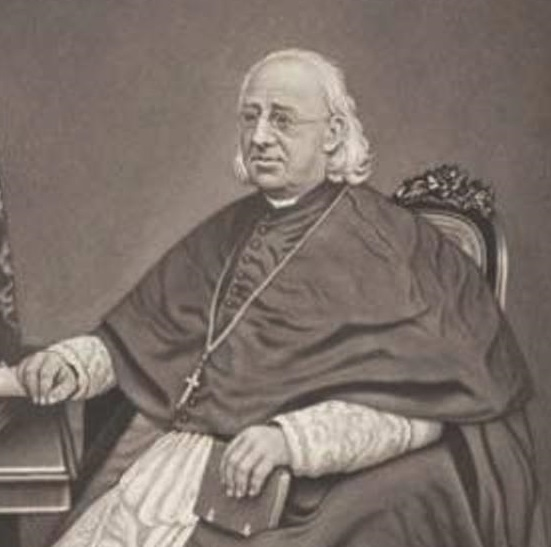
John Bede Polding (1774-1877), fundador del instituto.

John Bede Polding, religioso de la Orden de San Benito, siendo obispo de Sídney (Australia), fundó, el 2 de febrero de 1857, un instituto religioso femenino para la atención y reeducación de jóvenes prostitutas, debido a que las hermanas de la Caridad de Australia, que tenían este trabajo en el hospital del Buen Pastor de Signey, tuvieron que marchar de la ciudad. El fundador dio las religiosas la Regla de San Benito como texto legislativo en el que basaron sus Constituciones. Entre las colaboradoras de Polding, se encontraba María Escolástica Gibbons, encargada de la educación de las primeras religiosas, por lo cual es considerada cofundadora de la congregación.
La congregación fue aprobada por el mismo Polding con el nombre de Hermanas del Buen Samaritano de la Orden de San Benito. El instituto obtuvo la aprobación pontificia de parte del papa León XIII, mediante Decretum laudis, del 12 de junio de 1902. La Santa Sede aprobó sus primeras constituciones en 1932.

## Organización
La Congregación de Hermanas del Buen Samaritano de la Orden de San Benito es un instituto de derecho pontificio centralizado, cuyo gobierno es ejercido por una superiora general. La sede central se encuentra en Sídney.
Las hermanas del Buen Samaritano se dedican a la educación y formación cristiana de las jóvenes, especialmente en escuelas, centro educativos para discapacitados, centros de recuperación para mujeres y horfanatos. En 2015, la congregación contaba con 244 religiosas y 69 comunidades, presentes en Australia, Filipinas, Japón y Kiribati.